# Новая Петровка (Нижегородская область)
Но́вая Петро́вка — упразднённая в 2007 году деревня в Первомайском районе Нижегородской области России. На год упразднения входила в состав Петровского сельсовета. Ныне урочище на территории городского округа город Первомайск.

## Топоним
Рядом находится поселение Петровка, которое имело название Старая Петровка, когда Новая Петровка ещё была населена.

## География
Деревня находится в южной части Нижегородской области, в зоне хвойно-широколиственных лесов, в верховьях  реки Сухого Алатыря.

### Климат
Климат на территории урочища, как и во всём районе, характеризуется как умеренно континентальный, с жарким летом и холодной продолжительной зимой. Среднегодовая температура — 3,6 °C. Продолжительность безморозного периода колеблется в диапазоне от 95 до 180 дней. Среднегодовое количество атмосферных осадков составляет 538 мм.

## История
Упразднена Законом Нижегородской области от 30 ноября 2007 года № 163-З ввиду отсутствия постоянно проживающего населения.

## Население
Последние жители деревни покинули её в конце XX века. Некоторые жители приезжали до конца 2000-х годов и начала 2010-х годов.

## Инфраструктура
В деревне стояло примерно 42 дома на момент 1968 года, так же в деревне стояла ферма, где содержался крупный рогатый скот, куры, лошади и присутствовала овчарня, где содержались овцы.